# Chotepe
Chotepe är en ort i Honduras.   Den ligger i departementet Departamento de Cortés, i den västra delen av landet, 170 km nordväst om huvudstaden Tegucigalpa. Chotepe ligger 37 meter över havet och antalet invånare är 1 564.
Terrängen runt Chotepe är kuperad åt sydväst, men åt nordost är den platt. Runt Chotepe är det tätbefolkat, med 257 invånare per kvadratkilometer. Närmaste större samhälle är San Pedro Sula, 10,7 km norr om Chotepe. Omgivningarna runt Chotepe är en mosaik av jordbruksmark och naturlig växtlighet.